# Petroica del Pacífic
El petroica del Pacífic (Petroica pusilla) és un ocell de la família dels petròicids (Petroicidae).

## Hàbitat i distribució
Habita els boscos de les illes Vanuatu, Vanua Levu, Taveuni, Viti Levu i Kandavu, a les Fiji i Savaii i Upolu, a les Samoa.